# Romská hymna
Všeobecně se za romskou hymnu považuje romská píseň Gejľem, gejľem známá též pod názvy "Geľem, Geľem", "Djelem, Djelem", "Opre Roma", "Romale, čhavale", "Đelem, Đelem" ad. Za romskou hymnu byla prohlášena v roce 1971 na tzv. 1. Mezinárodním sjezdu IRU v Orpingtonu u Londýna.
Melodie romské hymny vychází pravděpodobně ze starobylé písně populární původně v Rumunsku nebo Srbsku v první polovině 20. století. Poté, co v roce 1968 režisér Alexandar Petrovič
použil její melodii otextovanou romským hudebníkem Jarko Jovanovičem
pro film s romskou tematikou Nákupčí peří (Skupljaci perja, 1967 Jugoslávie), píseň znovu nabyla popularity. Romští hudebníci ji zařadili na svůj repertoár a často měnili slova (někdy i melodii a tempo) podle vlastního uvážení, což se děje dodnes.
Romská hymna často zní na setkání romských aktivistů nebo pro Romy významných akcích (např. pietní akty u příležitosti holokaustu, oslavách Mezinárodního dne Romů apod.). V repertoáru ji má řada romských kapel i sólových romských hudebníků z Česka i zahraničí, takže romská hymna zní také v rámci koncertních vystoupení.
Existence romské hymny není mezi Romy v České republice dosud příliš známá. Znají ji spíše romští aktivisté nebo Romové, kteří se účastní romských kulturních akcí. Na přímý dotaz, jaká píseň je hymnou Romů, se lze setkat s odpovědí, že Romové hymnu nemají, případně s tvrzením, že romskou hymnou je jiná píseň (zřejmě nejčastěji bývá uváděna romská lidová píseň Čhajori romaňi, kterou někteří nazývají hymnou českých Romů).

## Text hymny
Jedna z mnoha variant romské hymny:
 Gejľom, gejľom
Gejľom, gejľom, lungone dromenca,
Malaďiľom bachtale Romenca. 
Aj, Romale, aj čhavale. 
Aj, Romale, aj čhavale. 
Aj, Romale, khatar tumen aven? 
 Le čerenca, bachtale dromenca? 
The man esas bari famiľija, 
Murdardža la e kaľi legija. 
Aven manca sa lumjake Roma
Kaj phuťile le Romenge droma. 
Ake vrjama – ušťi Rom akana
Amen chuťaha the mišto keraha. 
Aj Romale, aj čhavale, 
Aj Romale, aj čhavale. 

Český překlad:
 Šel jsem, šel jsem
Šel jsem, šel jsem, dlouhými cestami
Potkal jsem se se šťastnými Romy. 
O, Romové, o děti, 
O, Romové, o děti, 
O, Romové, odkud přicházíte? 
Se stany, po šťastných cestách? 
I já jsem měl velkou rodinu. 
Zabila ji černá legie. 
Pojďte se mnou, Romové celého světa. 
Kde se otevřely cesty Romům. 
Teď je ta chvíle – povstaň člověče 
Vyskočíme a bude dobře. 
O, Romové, o děti, 
O, Romové, o děti. 